# Renita Andrejewna Grigorjewa

Renita Andrejewna Grigorjewa

Renita Andrejewna Grigorjewa, geboren Schamschina, (russisch Ренита Андреевна Григорьева, урожд. Шамшина; * 13. Juli 1931 in Moskau; † 19. Januar 2021 ebenda) war eine sowjetische bzw. russische Filmregisseurin, Drehbuchautorin, Filmschauspielerin und Schriftstellerin.

## Leben
Grigorjewa, Tochter des Agronomen Andrei Semjonowitsch Schamschin und der Parteifunktionärin Nina Popowa aus Jelez, studierte an der Lomonossow-Universität Moskau in der Historischen Fakultät mit Abschluss 1955 und anschließend am Staatlichen Allunionsinstitut für Kinematographie in der Regie-Fakultät in Sergei Gerassimows und Tamara Makarowas Studio mit Abschluss 1959. Sie hatte ihren Regie-Kommilitonen Juri Grigorjew (* 1932) geheiratet und 1958 den Sohn Wassili bekommen, der auch Regisseur wurde.
Seit 1954 nahm Grigorjewa an Filmaufnahmen teil, insbesondere an Gerassimows Film Der Stille Don (1957). Ihr erster Film nach eigenem Drehbuch entstand 1958. Bis 1963 arbeitete sie im Moskauer Zentralen Dokumentarfilm-Studio (ZSDF) und dann im Moskauer M.-Gorki-Filmstudio für Kinder- und Jugendfilme. Die meisten Dokumentarfilme und alle Spielfilme wurden mit ihrem Mann aufgenommen. In Wassili Schukschins Film Von einem, der auszog, die Liebe zu finden (1964) spielte sie eine Städterin. Ihren letzten Film widmete sie dem russisch-orthodoxen Jelez (1999).
Fortwährend hatte sich Grigorjewa mit Aufsätzen in Zeitschriften und Berichten auf Kongressen zu Fragen im Bereich Kultur und Kinematographie geäußert. Ihr Erinnerungsbuch Auf dem Weg nach Hause (Sibirische Tagebücher) (2006) enthält vieles bisher Unbekannte aus dem Leben Wassili Schukschins. Sie war Mitglied des Verbands der Kinematographen der UdSSR bzw. Russlands und Geschäftsführungssekretärin ab 1986 sowie Mitglied der Gilde der Kinematographen Russlands. Zusammen mit Walentin Rasputin und Wladimir Krupin organisierte sie 1980 das Jubiläum der Schlacht auf dem Kulikowo Pole. Sie beteiligte sich an der Erschließung des Nachlasses Nicholas Roerichs. Seit 1976 war sie Vorsitzende der internationalen Jelez-Landsmannschaft und trug zur Gründung des Russisch-Orthodoxen Kulturzentrums in Jelez bei.

## Ehrungen, Preise
- Staatspreis der UdSSR (1983)[2]
- Verdienstorden der Region Altai II. Klasse (2009)[6]